# 夜行列車往復割引きっぷ
まりも往復割引きっぷ（ - おうふくわりびき - ）は、北海道旅客鉄道（JR北海道）が発売していた特別企画乗車券である。旧「夜行列車往復割引きっぷ」。2008年8月30日利用開始分を以って発売が終了した。

## 概説
臨時特急まりもの普通車指定席を往復利用できる。
釧路～厚岸・根室間は普通列車の利用になるため、釧路駅に限り途中下車することができる。

## 有効期間
有効期間は利用開始日より最大3日間である。金曜利用開始の場合は3日間、土曜利用開始の場合は2日間である。ゴールデンウィークなどの利用制限はないが、利用できるのは金・土曜および休日のみとなっている。

## 価格
- 札幌市内⇔釧路 10,000円
- 札幌市内⇔厚岸 11,120円
- 札幌市内⇔根室 12,640円

こども半額